# Chances (canção)
"Chances" é uma canção do grupo estadunidense Backstreet Boys. Foi composta por Ryan Tedder, Zach Skelton, Shawn Mendes, Fiona Bevan, Casey Smith, Geoff Warburton e Scott Harris, com a produção a cargo de Tedder e Skelton. Seu lançamento ocorreu em 9 de novembro de 2018, através de formato digital pela gravadora RCA, como o segundo single a ser retirado de DNA (2019), nono álbum de estúdio do Backstreet Boys. Mais tarde, "Chances" foi disponibilizada como um single de remixes a partir do original.
Após o seu lançamento, "Chances" conquistou nas tabelas dos Estados Unidos, pico de número nove pela Billboard Dance Club Songs e de número dezenove pela Billboard Adult Top 40, dentre outras aparições em tabelas do país, além disso, realizou entradas em tabelas de países como Alemanha, Suíça e Canadá, onde recebeu uma certificação ouro pela Music Canada.
O vídeo musical de "Chances" foi dirigido por AJ McLean e René Elizondo Jr. e retrata uma história de casualidade no amor. Seu lançamento ocorreu na mesma data da canção, em 9 de novembro de 2018.

## Antecedentes e composição
"Chances" é composta por Ryan Tedder, Zach Skelton, Shawn Mendes, Fiona Bevan, Casey Smith, Geoff Warburton e Scott Harris, e produzida pelos dois primeiros. Tedder já havia trabalhado previamente com o Backstreet Boys, em seu sétimo álbum de estúdio This Is Us de 2009 e mais tarde, no álbum de estreia de AJ McLean intitulado Have It All de 2010. Anos mais tarde, McLean sugeriu que Tedder enviasse suas canções escritas ao Backstreet Boys, dessa forma, o grupo recebeu "Chances", faixa que o quinteto aprovou e decidiu gravá-la e incluir em DNA.
Musicalmente, "Chances" é uma canção pop, o qual sintetizadores pulsantes são utilizados ao longo da faixa, enquanto o Backstreet Boys reflete sobre o refrão, que inclui letras como: "Quais são as chances de acabarmos dançando? / Como 2 em um milhão, algo como uma vez na vida". As letras da composição, são descritas como sendo de amor, tanto por Brian Littrell em entrevista ao Entertainment Tonight, quanto por McLean em entrevista a Billboard, que descreveu-a como sendo "mais daquela história de amor realista sobre o acaso, de encontrar essa pessoa no mais precário dos cenários (...)".

## Lançamento e divulgação
"Chances" foi lançada em 9 de novembro de 2018 pelo Backstreet Boys, seguindo o anúncio de sua turnê DNA World Tour. O grupo apresentou a faixa ao vivo durante a 15ª temporada do programa The Voice Estados Unidos da NBC, em 13 de novembro. Mais tarde, em 24 de janeiro de 2019, foram os convidados do programa The Tonight Show Starring Jimmy Fallon da NBC, onde também cantaram a canção e promoveram o lançamento de DNA. Em adição, "Chances" também foi incluída no repertório da turnê DNA World Tour.

## Crítica profissional
Neil Z. Yeung da Allmusic elogiou "Chances" e "Don't Go Breaking My Heart", afirmando que ambas as canções são "algumas das melhores do Backstreet, familiares em sua entrega, mas com um dedo na vibração popular de 2019". Mike Wass do Idolator descreveu "Chances" como "outro hino pop irresistível e vagamente retrô" contendo harmonias vocais perfeitas. Escrevendo para a Rolling Stone, Jon Dolan considerou a canção "latejante e melancólica", enquanto Josh Hurst da Flood Magazine, referiu-se a "Chances" como "ligeiramente melódico" mas não dissonante.

## Vídeo musical

### Desenvolvimento e lançamento
O vídeo musical de "Chances" foi gravado em 4 de setembro de 2019, dentro da estação de trem de Los Angeles, durante um período de catorze horas, enquanto o mesmo estava em funcionamento. Foi co-dirigido por McLean, em seu primeiro trabalho de direção de vídeo para o Backstreet Boys e René Elizondo Jr., este último, gostaria que o vídeo musical fosse cinematográfico e apresentasse elementos de film noir.
Os dançarinos apresentados na produção, são alunos Escola de Dança Glorya Kaufman da Universidade do Sul da Califórnia. Ambos realizaram uma sequencia coreografada ininterrupta, o qual foi elogiada pelo grupo, gravadora e sua gestão. A produção foi disponibilizada simuntaneamente com o lançamento digital de "Chances", em 9 de novembro de 2018.

### Sinopse
O vídeo musical inicia-se com uma mulher que desce correndo os degruas de uma estação de trem, ela ajuda outra pessoa a pegar seus pertences caídos no chão e se encontra no mesmo local que um homem que perde a saída do trem. Enquanto ela continua a caminhar, o homem a segue por toda a estação, até que se sentam em frente um ao outro nos assentos do local. A seguir, no saguão de venda de ingressos, ocorre uma dança figurativa entre os dois. A produção apresenta os membros do Backstreet Boys, conforme os eventos ocorrem, as duas pessoas na estação desconhecem a sua presença, pois eles se movimentam em pilastras, no vagão em movimento, sentados nas poltronas adjacentes aos dois. O vídeo termina quando o casal se senta afastado um do outro.

## Faixas e formatos
A versão digital de "Chances" é composta de uma faixa com duração de 2 minutos e cinquenta e dois segundos. Posteriormente, um single digital contendo um remix da canção foi lançado, o que foi seguido pela comercialização de um single digital contendo cinco remixes de "Chances".
| Download digital |           |         |  |
| N.º              | Título    | Duração |  |
| 1.               | "Chances" | 2:52    |  |

| Download digital – Mark Ralph remix |                              |         |  |
| N.º                                 | Título                       | Duração |  |
| 1.                                  | "Chances" (Mark Ralph Remix) | 2:52    |  |

| Download digital – remixes |                                             |         |  |
| N.º                        | Título                                      | Duração |  |
| 1.                         | "Chances" (Mark Ralph Remix)                | 3:31    |  |
| 2.                         | "Chances" (Hellberg Remix)                  | 3:27    |  |
| 3.                         | "Chances" (Kat Krazy Remix)                 | 2:43    |  |
| 4.                         | "Chances" (Marc Stout & Scott Svejda Remix) | 3:15    |  |
| 5.                         | "Chances" (Dinaire+Bissen Remix)            | 3:13    |  |

## Desempenho nas tabelas musicais
Nos Estados Unidos, "Chances" atingiu pico de número sete pela Billboard Bubbling Under Hot 100 em 24 de novembro de 2018. A canção também alcançou o nono lugar pela Billboard Dance Club Songs em 9 de março de 2019, bem como a posição de número dezenove pela Billboard Adult Top 40, em 26 de janeiro de 2019. No Canadá, "Chances" estreou em seu pico de número 55 pela Canadian Hot 100 em 24 de novembro de 2018, recebendo mais tarde em 2020, a certificação ouro pela Music Canada, ao atingir vendas equivalentes a 40.000 cópias. Na Europa, o single se estabeleceu nas tabelas da Alemanha, onde atingiu pico de número 63 pela Official German Charts e na Suíça, onde obteve a posição de número 82 pela Schweizer Hitparade.

### Posições semanais
| Tabela musical (2018–2019)                        | Melhor posição |
| ------------------------------------------------- | -------------- |
| Alemanha - Official German Charts                 | 63             |
| Canadá - Canadian Hot 100                         | 55             |
| Estados Unidos - Billboard Bubbling Under Hot 100 | 7              |
| Estados Unidos - Billboard Adult Contemporary     | 27             |
| Estados Unidos - Billboard Adult Top 40           | 19             |
| Estados Unidos - Billboard Dance Club Songs       | 9              |
| Suíça - Schweizer Hitparade                       | 82             |

### Vendas e certificações
| Região                                                                                             | Certificação | Vendas  |
| -------------------------------------------------------------------------------------------------- | ------------ | ------- |
| Canadá (Music Canada)                                                                              | Ouro         | 40,000^ |
| *números de vendas baseados somente na certificação ^distribuições baseadas apenas na certificação |              |         |

## Créditos e pessoal
Todo o processo de elaboração de "Chances" atribui os seguintes créditos:
- Backstreet Boys – Vocais
- Ryan Tedder – produção, composição, programação
- Zach Skelton – produção, composição, bateria, violão, teclado, programação
- Shawn Mendes – composição
- Fiona Bevan – composição
- Casey Smith – composição, vocais de apoio
- Geoff Warburton – composição
- Scott Harris – composição
- Serban Ghenea – mixagem
- John Hanes – engenharia de mixagem
- Scott Kelly – assistência de engenharia
- Rich Rich – engenharia
- Simone Torres – engenharia
- Kuk Harrell – produção vocal

## Histórico de lançamento
| Região         | Data                   | Formato                    | Versão           | Gravadora | Ref.   |
| -------------- | ---------------------- | -------------------------- | ---------------- | --------- | ------ |
| Mundo          | 9 de novembro de 2018  | Download digital streaming | Original         | RCA SME   | [ 5 ]  |
| Austrália      | 9 de novembro de 2018  | rádio mainstream           | Original         | RCA SME   | [ 29 ] |
| Mundo          | 21 de dezembro de 2018 | download digital streaming | Mark Ralph remix | RCA SME   | [ 18 ] |
| Estados Unidos | 8 de janeiro de 2019   | rádio mainstream           | Original         | RCA       | [ 30 ] |
| Mundo          | 14 de janeiro de 2019  | download digital streaming | Remixes          | RCA SME   | [ 19 ] |